# Lamyctes neotropicus
Lamyctes neotropicus är en mångfotingart som beskrevs av Frank Archibald Sinclair Turk 1955. Lamyctes neotropicus ingår i släktet Lamyctes och familjen fåögonkrypare.
Artens utbredningsområde är Peru. Inga underarter finns listade i Catalogue of Life.